# Сент Ернен
Сент Ернен (на френски: Saint-Hernin) е село в северозападна Франция, част от департамента Финистер на регион Бретан. Населението му е около 760 души (2015).
Разположено е на 120 метра надморска височина в Армориканските възвишения, на 8 километра югозападно от централната част на Каре-Плуге и на 43 километра североизточно от Кемпер. Селището е известно от Средновековието, когато там е изграден замък на местните сеньори, днес в развалини.

## Известни личности
Родени в Сент Ернен
- Теофил-Мало дьо Ла Тур д'Оверн-Коре (1743 – 1800), офицер